# عوز الحديد في النبات
نقص الحديد (بالإنجليزية: Iron deficiency)‏ هو اضطراب يصيب النبات إذا انخفضت نسبة الحديد عن حد معين في أنسجة النبات.
الحديد عنصر قليل الحركة ضمن النبات يمتص على صورة ثنائي ++Fe يدخل وسيط في تكوين اليخضور كما أنه يدخل في تركيب السيتوكروم وله علاقة بتكوين أنزيم البروكسيديز. تلاحظ أعراض نقص الحديد على الأشجار المثمرة بشكل كبير في القطر العربي السوري وفلسطين. إن ظهور أعراض نقص هذا العنصر لا تعني بالضرورة عدم توفره في التربة بل بالعكس تبين أن بعض الأشجار التي تعاني من نقصه تنتشر في أراضي غنية بالحديد منطقة الزبداني مثلاً، إلا أنه يكون على صورة غير قابلة للامتصاص.

## وظائف الحديد في النبات
1. يلعب دور وسيط وأساسي في تكوين الكلوروفيل ولايدخل في تركيبه.
2. يدخل في تركيب السيتوكريوم، لذا فهو يلعب دوراً أساسياً في التنفس.
3. يلعب دوراً أساسياً في تحويل النتروجين الذائب في الأوراق إلى بروتين هذا البروتين له دور كبير في حماية الكلوروفيل من أشعة الشمس الشديدة.

## أعراض نقص الحديد
تظهر أعراض نقص الحديد على الأوراق الغضة أولاً ثم تظهر على الأوراق الكبيرة في حالة استمرار وتفاقم النقص. يحدث نقص الحديد عادة في الأراضي ذات المحتوى العالي من كربونات الكالسيوم. تحدث أعراض هذا النقص على الحمضيات الزيتون بشكل اصفرار للأوراق الغضة والقمم النامية.
1. اصفرار الأوراق حديثة النمو.
2. تتحول كامل الأوراق إلى اللون الأصفر وقد تصبح شبه بيضاء وخاصة في النموات الحديثة.
3. تحترق أطراف الأوراق وتصبح بنية اللون في حالات النقص الشديد، تحترق كامل الورقة وخاصة في النموات الحديثة.
4. ضعف الإنتاج أو عدمه.

## معالجة أعراض نقص الحديد
يعالج بإضافة الحديد إلى التربة والمتوفر بالأسواق على شكل شيلات وتباع تحت أسماء تجارية مختلفة.